# Llei del Govern d'Irlanda de 1886
El Projecte de Llei del Govern d'Irlanda de 1886 (Government of Ireland Bill 1886 en anglès), més conegut com a Primer Projecte de Llei del Govern Local (First Home Rule Bill), va ser el primer gran intent, per part del govern britànic, d'adoptar una llei que creés un govern autònom en una part del Regne Unit de la Gran Bretanya i Irlanda. Va ser introduït el 8 d'abril de 1886 per part del primer ministre liberal William Gladstone, amb l'objectiu de crear una assemblea devolutiva per Irlanda, que dirigiria l'illa en unes àrees específiques. El Partit Parlamentari Irlandès, liderat per Charles Stewart Parnell, havia estat fent campanya per una llei així des de la dècada de 1870.
El projecte de llei, com la Llei irlandesa de la Terra de 1870, era en bona part obra del mateix Gladstone, que en va excloure de la redacció als membres del parlament irlandesos, així com als seus propis ministres. A causa de l'existència de la Llei d'adquisició de terres de 1885, s'havia d'introduir, juntament amb el projecte de Llei de govern local, un nou projecte de llei sobre la tinença de terres, tot i que finalment aquesta idea fou abandonada.